# Chlorophorus furcillatus
Chlorophorus furcillatus là một loài bọ cánh cứng trong họ Cerambycidae.